# 尼德 (加利福尼亞州)
尼德（英語：Need）是位於美國加利福尼亞州薩克拉門托縣的一個非建制地區。該地的面積和人口皆未知。

## 地理
尼德的座標為38°18′08″N 121°19′29″W / 38.30222°N 121.32472°W，而該地的平均海拔高度為542米（即1778英尺）。